# Zärtlicher Chaot
Zärtlicher Chaot ist das 43. Studioalbum des österreichischen Musikers Udo Jürgens, das im November 1995 erschien.

## Entstehung und Veröffentlichung
Die Erstveröffentlichung von Zärtlicher Chaot erfolgte am 10. November 1995 bei Ariola. Das Album erschien in seiner Originalausführung als CD mit 13 Titeln (Katalognummer: 74321 31341 2). Das Album wurde bereits im Sommer 1994 und Frühjahr 1995 von Udo Jürgens in Zürich, Wien, Kärnten, an der Algarve und in New York City geschrieben. Aufgenommen wurde es in den Powerplay-Studios in Maur bei Zürich, im Corso-Theater in Zürich und den Hansa Studios in Berlin. Die Band bestand aus Udo Jürgens (Grand Piano), Franz Bartzsch (Keyboards), Francis Coletta (Gitarre), Rolf-Dieter Mayer (Bass) und Peter Lübke (Schlagzeug). Das Symphonische Streichorchester Berlin, das Orchester Pepe Lienhard, sowie The Studio Horns Berlin wirkten unter anderem mit.
Geschrieben und produziert wurden alle Lieder von Jürgens selbst. Beim Schreibprozess bekam er Unterstützung durch verschiedene Koautoren, diese waren Thomas Christen (5 Titel), Uli Heuel (2 Titel), Michael Kunze (3 Titel) und Gerd Zielke (1 Titel). Das Arrangement und die Produktion aller Lieder erfolgte unter der Mithilfe von Peter Wagner. Die ersten Titel hatte Jürgens bereits vor der Jubiläumstournee 1994/95 mit der fünfköpfigen Band unter Livebedingungen eingespielt. Dazwischen lag die Tournee zum Album Café Größenwahn. Jürgens fühlte sich von dieser inspiriert und betrachtete das Album als seine persönliche Reverenz an die Bühne. Mehr Solisten als üblich lud er zu den Aufnahmesessions ins Studio ein. Stilistisch reicht das Spektrum von klavierdominierten und in Streichersätze gebetteten Balladen bis hin zu „schnellen Poptiteln mit rockigen Gitarrenriffs und knackigen Bläsersätzen“. Viele Stücke haben autobiografischen Charakter.

## Titelliste
1. Heute beginnt der Rest deines Lebens – 3:53
2. Zärtlicher Chaot – 3:59
3. Mitten durch’s Herz – 3:29
4. Mehr Leben – 4:32
5. Festspielfieber – 4:08
6. Manchmal hass’ ich mich – 5:59
7. Solange Du mich willst – 3:56
8. Der werfe den ersten Stein – 4:10
9. Humtata und Tätärä – 3:23
10. Der Schuft (Version 1995) – 3:36
11. Lieben, Leiden und Leben – 4:08
12. Meine Antwort – 3:33
13. Finale: Reprise (Mitten durch’s Herz / Zärtlicher Chaot / Heute beginnt der Rest Deines Lebens) – 2:47

## Rezeption
| ChartsChartplatzierungen | Höchstplatzierung | Wochen |
| ------------------------ | ----------------- | ------ |
| Deutschland (GfK)        | 91 (4 Wo.)        | 4      |
| Österreich (Ö3)          | 20 (10 Wo.)       | 10     |